# Jorge Pueyo Sanz

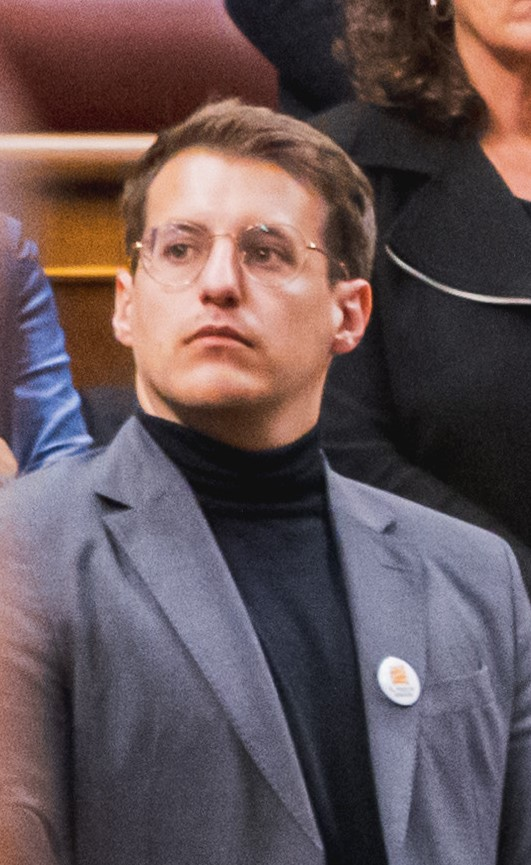
Jorge Pueyo Sanz, 2024

Jorge Pueyo Sanz (* 31. Oktober 1995 in Fonz) ist ein spanischer Rechtsanwalt und Politiker der Partei Chunta Aragonesista. Er ist auch ein Verbreiter der aragonesischen Sprache.

## Leben und Wirken
Jorge Pueyo ist in Fonz, ein aragonesischsprachiger Ort, geboren. Er studierte Jura an der Universität Zaragoza (2013–2017). Anschließend studierte er ein Magister iuris und ein Master of Laws an der Universität Deusto ICADE-Deusto (2017–2019).
Im Jahr 2019 erhielt er nach bestandener Zulassungsprüfung das Zeugnis und wurde Mitglied der Anwaltskammer von Zaragoza (REICAZ). Seither ist er als Rechtsanwalt tätig. Als Rechtsanwalt war er in Kanzleien wie Unive oder Lawesome tätig, insbesondere im Bereich Handelsrecht.
Seit August 2023 ist er Abgeordneter in der XV. Legislaturperiode der Cortes Generales für die Provinz Saragossa und vertritt Chunta Aragonesista im Sumar Wahlbündnis.